# Brasão de armas da Índia

Brasão de armas do Estado Português da Índia, que existiu de facto até 1961

O Brasão de armas da Índia é uma adaptação do Sarnath Lion Capital da Ashoka. O Imperador Ashoka, ergueu o grande capital acima de Ashoka colocando um pilar para assinalar o local onde primeiro Gautama Buda ensinou o Dharma, e onde o budista Sangha foi fundado. No original, há quatro leões, em pé em volta virados de costas uns aos outros, montado sobre um ábaco com um frieze transportando esculturas em alto relevo de um elefante, um cavalo galopante, um touro e um leão, separados por mais de um sino em forma de lótus. Esculpido num único bloco de arenito polido, o capital é coroado pela Roda da retidão/justiça (Dharmachakra).
Foi adotado como o Emblema Nacional da Índia em 26 de Janeiro de 1950, o dia em que a Índia tornou-se uma república.

## Descrição
Ele tem quatro "Leões Indianos", colocados sobre um abacus circular. O quarto leão está na parte traseira e, consequentemente, fica oculto. O emblema simboliza uma nação que é "valente na coragem, forte de corpo, político no município e um inimigo a temer." O ábaco é guardado por quatro pequenos animais - guardiões das quatro direções: o Leão do Norte, o Elefante do leste, o cavalo do sul e o Touro do oeste. O ábaco repousa sobre uma nelumbo nucifera em plena floração, a exemplo de fonte de vida.
Normalmente está inscrito abaixo do ábaco, em escrita Devanagari, o lema Satyameva Jayate (सत्यमेव जयते - em português: "Sozinha, a Verdade triunfa"). Esta é uma citação de Mundaka Upanishad, a celebração parte do sagrado hindu Vedas.

## Uso
O emblema é uma componente oficial do Governo da Índia, e aparece em todos as moedas indianas. Além disso, às vezes funciona como o emblema nacional da Índia em muitos lugares e aparece em  no Passaporte diplomático e nacionais da República da Índia.